# Эмонье, Селия
Селия Эмонье (фр. Célia Aymonier; род. 5 августа 1991, Понтарлье) — французская лыжница и биатлонистка.
Завершила карьеру после сезона 2019/2020
Участница Олимпийских игр в Сочи в составе сборной команды Франции по лыжным гонкам.
С сезона 2015/2016 выступает за основную сборную команду Франции по биатлону.

## Спортивная карьера

### Лыжные гонки
За свою карьеру принимала участие в двух чемпионатах мира. В Валь-ди-Фьемме 2013, стала 6-й в эстафете, 10-й в командном спринте, а также 36-й в спринте и скиатлоне. На чемпионате мира в Фалуне в 2015 году, стала 8-й в эстафете, 6-й в командном спринте, 27-й в масс-старте на 30 км классическим стиле, 18-й в гонке на 10 км свободным стилем и 28-й в спринте.
На Олимпийских играх 2014 года в Сочи, стартовала в пяти дисциплинах: 10 км классическим стилем — 27-е место, скиатлон — 21-е место, спринт — 40-е место, командный спринт — 12-е место и эстафета — 4-е место.
Лучшие личные результаты (единственные за всю карьеру лыжницы в 10-ке сильнейших) — два 9-х места, показанных в сезоне 2014/2015 в российском Рыбинске.
Лучший командный результат был достигнут на Олимпийских играх 2014 года в Сочи — 4-е место вместе с подругами по команде Орор Жан, Анук Февр-Пикон и Коралин Юг.

### Биатлон

#### Сезон2015/2016— дебют на этапахКубка мира
В сезоне 2015/2016 начинает свои выступления в биатлоне. Дебют оказался удачным.
Изначально, Селия начала выступать на Кубке IBU, где в дебютной же для себя гонке заняла 3-е место, допустив две ошибки на огневых рубежах и уступив победительнице Магдалене Гвиздонь 31 секунду.
Была вызвана в основную сборную на второй этап Кубка мира в Хохфильцене. В дебютном спринте заняла 57-е место, допустив три промаха на огневых рубежах. В преследовании смогла отыграть 6 позиций, допустив 7 промахов.
В течение сезона результаты спортсменки только улучшаются. В канадском Канморе Эмонье заняла 13-е место в спринте, допустив две ошибки на огневых рубежах, лишившись подиума, но сумев отобраться в первый в своей карьере биатлонный масс-старт, где стала 15-й с пятью промахами. В американском Преск-Айле, Селия занимает 11-е позиции в спринте и преследовании, и вновь, благодаря хорошей лыжной подготовке, претендовала на призовые позиции, но большое количество промахов помешало ей сделать это.

## Результаты

### Участие в Чемпионатах мира
| Год  | Место проведения | Инд | Спр | Пр | МС | Эст | См | Сусм |
| 2016 | ЧМ Хольменколлен | —   | 64  | —  | —  | —   | —  | н/д  |
| 2017 | ЧМ Хохфильцен    | 25  | 9   | 9  | 17 | 3   | —  | н/д  |
| 2019 | ЧМ Эстерсунд     | 20  | 23  | 18 | 20 | 8   | —  | —    |
| 2020 | ЧМ Антхольц      | 28  | 15  | 30 | 11 | 14  | —  | —    |

### Результаты выступлений в Кубке мира
| 2019/2020 Итоги | 2019/2020 Итоги | Эстерсунд | Эстерсунд | Эстерсунд | Эстерсунд | Эстерсунд | Хохфильцен | Хохфильцен | Хохфильцен | Анси | Анси | Анси | Оберхоф | Оберхоф | Оберхоф | Рупольдинг | Рупольдинг | Рупольдинг | Поклюка | Поклюка | Поклюка | Поклюка | ЧМ Антхольц | ЧМ Антхольц | ЧМ Антхольц | ЧМ Антхольц | ЧМ Антхольц | ЧМ Антхольц | ЧМ Антхольц | Нове-Место | Нове-Место | Нове-Место | Контиолахти | Контиолахти | Контиолахти | Контиолахти | Холменколлен | Холменколлен | Холменколлен |
| Очков           | Место           | Сусм      | См        | Спр       | Инд       | Эст       | Спр        | Эст        | Пр         | Спр  | Пр   | МС   | Спр     | Эст     | МС      | Спр        | Эст        | Пр         | Инд     | Сусм    | См      | МС      | См          | Спр         | Пр          | Инд         | Сусм        | Эст         | МС          | Спр        | Эст        | МС         | Спр         | Пр          | Сусм        | См          | Спр          | Пр           | МС           |
| 246             | 28              | —         | 9         | 9         | 59        | —         | 40         | 7          | 10         | 62   | —    | —    | 26      | 3       | —       | 64         | 2          | —          | 28      | —       | —       | —       | —           | 15          | 30          | 28          | —           | 14          | 11          | 22         | —          | —          | 13          | 14          | отм         | отм         | отм          | отм          | отм          |

| 2018/19 Итоги | 2018/19 Итоги | Поклюка | Поклюка | Поклюка | Поклюка | Поклюка | Хохфильцен | Хохфильцен | Хохфильцен | Нове-Место | Нове-Место | Нове-Место | Оберхоф | Оберхоф | Оберхоф | Рупольдинг | Рупольдинг | Рупольдинг | Антхольц | Антхольц | Антхольц | Канмор | Канмор | Канмор | Солт-Лейк-Сити | Солт-Лейк-Сити | Солт-Лейк-Сити | Солт-Лейк-Сити | ЧМ Эстерсунд | ЧМ Эстерсунд | ЧМ Эстерсунд | ЧМ Эстерсунд | ЧМ Эстерсунд | ЧМ Эстерсунд | ЧМ Эстерсунд | Холменколлен | Холменколлен | Холменколлен |
| Очков         | Место         | Сусм    | См      | Инд     | Спр     | Пр      | Спр        | Пр         | Эст        | Спр        | Пр         | МС         | Спр     | Пр      | Эст     | Спр        | Эст        | МС         | Спр      | Пр       | МС       | Инд    | Эст    | Спр    | Спр            | Пр             | Сусм           | См             | См           | Спр          | Пр           | Инд          | Сусм         | Эст          | МС           | Спр          | Пр           | МС           |
| 398           | 24            | —       | —       | 58      | 40      | 50      | 17         | 24         | 3          | 33         | 27         | —          | 9       | 16      | 5       | 28         | —          | —          | 46       | 30       | —        | 24     | —      | отм    | 11             | 10             | —              | 1              | —            | 23           | 18           | 20           | —            | 8            | 20           | 4            | 10           | 22           |

| 2017/2018 Итоги | 2017/2018 Итоги | Эстерсунд | Эстерсунд | Эстерсунд | Эстерсунд | Эстерсунд | Хохфильцен | Хохфильцен | Хохфильцен | Анси | Анси | Анси | Оберхоф | Оберхоф | Оберхоф | Рупольдинг | Рупольдинг | Рупольдинг | Антхольц | Антхольц | Антхольц | ОИ Пхёнчхан (*) | ОИ Пхёнчхан (*) | ОИ Пхёнчхан (*) | ОИ Пхёнчхан (*) | ОИ Пхёнчхан (*) | ОИ Пхёнчхан (*) | Контиолахти | Контиолахти | Контиолахти | Контиолахти | Холменколлен | Холменколлен | Холменколлен | Тюмень | Тюмень | Тюмень |
| Очков           | Место           | Сусм      | См        | Инд       | Спр       | Пр        | Спр        | Пр         | Эст        | Спр  | Пр   | МС   | Спр     | Пр      | Эст     | Инд        | Эст        | МС         | Спр      | Пр       | МС       | Спр             | Пр              | Инд             | МС              | См              | Эст             | Спр         | Сусм        | См          | МС          | Спр          | Эст          | Пр           | Спр    | Пр     | МС     |
| 297             | 24              | —         | —         | 25        | 65        | —         | 17         | 18         | 3          | 32   | 22   | 16   | 22      | 15      | 1       | DNF        | 9          | 28         | 41       | 28       | 14       | —               | —               | 48              | —               | —               | —               | 34          | —           | —           | 24          | 25           | 1            | 31           | 14     | 30     | 26     |

| 2016/2017 Итоги | 2016/2017 Итоги | Эстерсунд | Эстерсунд | Эстерсунд | Эстерсунд | Эстерсунд | Поклюка | Поклюка | Поклюка | Нове-Место | Нове-Место | Нове-Место | Оберхоф | Оберхоф | Оберхоф | Рупольдинг | Рупольдинг | Рупольдинг | Антхольц | Антхольц | Антхольц | ЧМ Хохфильцен | ЧМ Хохфильцен | ЧМ Хохфильцен | ЧМ Хохфильцен | ЧМ Хохфильцен | ЧМ Хохфильцен | Пхёнчхан | Пхёнчхан | Пхёнчхан | Контиолахти | Контиолахти | Контиолахти | Контиолахти | Холменколлен | Холменколлен | Холменколлен |
| Очков           | Место           | СЭ        | ОСЭ       | Инд       | Спр       | Пр        | Спр     | Пр      | Эст     | Спр        | Пр         | МС         | Спр     | Пр      | МС      | Спр        | Пр         | Эст        | Инд      | МС       | Эст      | СЭ            | Спр           | Пр            | Инд           | Эст           | МС            | Спр      | Пр       | Эст      | Спр         | Пр          | ОСЭ         | СЭ          | Спр          | Пр           | МС           |
| 427             | 21              | —         | —         | 68        | 17        | 20        | 9       | 17      | 2       | 12         | 17         | 28         | 9       | 21      | 24      | 37         | 42         | 2          | 62       | 30       | —        | —             | 9             | 9             | 25            | 3             | 17            | 36       | 27       | 6        | 7           | 8           | —           | —           | 63           | —            | 30           |

| 2015/2016 Итоги | 2015/2016 Итоги | Эстерсунд | Эстерсунд | Эстерсунд | Эстерсунд | Эстерсунд | Хохфильцен | Хохфильцен | Хохфильцен | Поклюка | Поклюка | Поклюка | Рупольдинг | Рупольдинг | Рупольдинг | Рупольдинг | Рупольдинг | Рупольдинг | Антхольц | Антхольц | Антхольц | Канмор | Канмор | Канмор | Канмор | Преск-Айл | Преск-Айл | Преск-Айл | ЧМ Холменколлен | ЧМ Холменколлен | ЧМ Холменколлен | ЧМ Холменколлен | ЧМ Холменколлен | ЧМ Холменколлен | Ханты-Мансийск | Ханты-Мансийск | Ханты-Мансийск |
| Очков           | Место           | Сусм      | См        | Инд       | Спр       | Пр        | Спр        | Пр         | Эст        | Спр     | Пр      | МС      | Спр        | Пр         | МС         | Инд        | Эст        | МС         | Спр      | Пр       | Эст      | Спр    | МС     | Сусм   | См     | Спр       | Пр        | Эст       | См              | Спр             | Пр              | Инд             | Эст             | МС              | Спр            | Пр             | МС             |
| 137             | 48              | —         | —         | —         | —         | —         | 57         | 51         | —          | 41      | 49      | —       | —          | —          | —          | 39         | 7          | —          | 31       | 30       | —        | 13     | 15     | —      | —      | 11        | 11        | 6         | —               | 64              | —               | —               | —               | —               | 50             | 53             | отм            |